# Alpargatas
Alpargatas S.A. ist ein brasilianischer Hersteller von Sandalen und Espadrilles.
Das Unternehmen Fábrica Brasileira de Alpargatas e Calçados (Brasilianische Espadrille- und Schuhfabrik) wurde 1907 durch den schottischen Immigranten Robert Fraser gegründet. Mit Stand von 2025 beschäftigte das Unternehmen über 17.000 Mitarbeiter und betrieb vier Fertigungsstandorte in Brasilien.
Eine der bekanntesten Marken des Unternehmens ist die Marke „Havaianas“, unter deren Name Flip-Flops vertrieben werden. Mit Stand von 2015 konnten im Werk Campina Grande neun Paare pro Sekunde gefertigt werden. Im Jahr 2014 wurden weltweit 218 Millionen Stück  verkauft.